# The Smoakstack Sessions Vol. 2
The Smoakstack Sessions Vol. 2 – trzeci minialbum amerykańskiej piosenkarki Kelly Clarkson. Wydany został przez wytwórnię płytową RCA w dniu 19 listopada 2012 roku. Podobnie jak pierwszy minialbum artystki The Smoakstack Sessions, ten również został nagrany w studio The Smoakstack w Nashville. 
Na minialbumie znajduje się 6 coverów: "I Never Loved a Man" Arethy Franklin, "Your Cheating Heart" Hanka Williamsa, "Walking After Midnight" Patsy Cline, mashup dwóch utworów "That I Would Be Good" Alanis Morissette i "Use Somebody" Kings of Leon oraz "Lies" duetu The Black Keys.

## Lista utworów
| Nr | Tytuł utworu                        | Tekst                                                                                                 | Długość |
| -- | ----------------------------------- | --- | ------- |
| 1. | „I Never Loved a Man”               | Ronnie Shannon                                                                                        | 2:47    |
| 2. | „Your Cheating Heart”               | Hank Williams                                                                                         | 2:49    |
| 3. | „Walking After Midnight”            | Alan Block, Donn Hecht                                                                                | 4:01    |
| 4. | „That I Would Be Good/Use Somebody” | Alanis Morissette, Glen Ballard, Caleb Followill Nathan Followill, Jared Followill, Matthew Followill | 3:39    |
| 5. | „Lies”                              | Dan Auerbach, Patrick Carney                                                                          | 3:31    |
|    |                                     | | 16:47   |